# Districte de Malakand
El Districte de Malakand (paixtu مالاکند) és una divisió administrativa del Pakistan a la Província de la Frontera del Nord-oest. la capital és Malakand. La superfície és de 952 km² i la població d'uns 567.000 habitants de majoria paixtus.

## Història
El districte es va crear el 1970 quan l'antiga agència de Malakand va esdevenir divisió de Malakand organitzada en quatre districtes; un d'aquestos era la Malakand Protected Area (Àrea Protegida de Malakand) a l'entorn de la fortalesa i coll de Malakand, que va passar a ser anomenat "districte de Malakand". Quan la divisió fou abolida el 2000 el districte va restar com entitat de segon nivell.
El 1970 l'agència es va convertir en divisió de Malakand i les Malakand Protected Areas en districte de Malakand, i la fortalesa de Malakand va restar com a capital d'ambdues entitats fins a l'abolició de la divisió el 2000; en endavant només ho va ser del districte; en els següents anys els talibans van començar a guanyar terreny a la zona sota el cap Mullah Fazlullah. El 6 de febrer de 2009 el govern va signar amb els talibans l'acord de Malakand que aturava les operacions militars a la vall del Swat i acceptava la xaria o llei islàmica als districtes de Malakand, Swat, Shangla, Buner, Dir, Chitral i Kohistan. L'acord no va ser respectat i el maig l'exèrcit pakistanès atacava als talibans a la zona i poc després va iniciar una operació militar a gran escala. Centenars de milers de refugiats van haver d'abandonar la zona; els talibans es van amagar a les àrees més inaccessibles i quan l'exèrcit va marxar van retornar.

## Administració
Està dividit en dos tehsils:
- Sam Ranizai
- Swat Ranizai